# Men and Women (album)
| Recensione | Giudizio |
| ---------- | -------- |
| AllMusic   |          |

Men and Women è il secondo album in studio del gruppo musicale britannico Simply Red, pubblicato il 9 marzo 1987.
L'album consolida il successo internazionale ottenuto con il disco di debutto. In Italia vende 100 000 copie nella prima settimana d'uscita.

## Tracce
1. The Right Thing – 4:19 (Mick Hucknall)
2. Infidelity – 4:09 (Mick Hucknall, Lamont Dozier)
3. Suffer – 4:55 (Mick Hucknall, Lamont Dozier)
4. I Won't Feel Bad – 4:14 (Simply Red)
5. Ev'ry Time We Say Goodbye – 3:23 (Cole Porter)
6. Let Me Have It All – 3:45 (Sly Stone)
7. Love Fire – 3:58 (Bunny Wailer)
8. Move On Out – 4:55 (Mick Hucknall)
9. Shine – 3:22 (Mick Hucknall)
10. Maybe Someday... – 4:18 (Mick Hucknall)

Tracce bonus nell'edizione speciale del 2008
1. The Right Thing (extended version) – 5:36 (Mick Hucknall)
2. Broken Man (versione del 1987) – 4:00 (Mick Hucknall)
3. Ev'ry Time We Say Goodbye (versione dal vivo) – 3:42 (Cole Porter)
4. Infidelity (Stretch Mix) – 5:24 (Mick Hucknall, Lamont Dozier)
5. Love Fire (Massive Red Mix) – 5:22 (Bunny Wailer)
6. Lady Godiva's Room – 2:54 (Mick Hucknall)

## Formazione
Simply Red
- Mick Hucknall – voce
- Fritz McIntyre – tastiere, cori
- Chris Joyce – batteria, percussioni
- Tony Bowers – basso
- Sylvan Richardson – chitarra
- Tim Kellett – tromba, tastiere, cori

Altri musicisti
- Janette Sewell – cori
- Ian Kirkham – sassofono tenore e baritono
- Derek Wadsworth – trombone (traccia 7)
- Eleanor Morris – violoncello (traccia 5)
- Steve Rainford – programmazione tastiere

## Classifiche

### Classifiche settimanali
| Classifica (1987) | Posizione massima |
| ----------------- | ----------------- |
| Australia         | 5                 |
| Austria           | 3                 |
| Canada            | 5                 |
| Francia           | 10                |
| Germania          | 3                 |
| Italia            | 1                 |
| Norvegia          | 6                 |
| Nuova Zelanda     | 4                 |
| Paesi Bassi       | 2                 |
| Regno Unito       | 2                 |
| Spagna            | 3                 |
| Stati Uniti       | 31                |
| Svezia            | 4                 |
| Svizzera          | 1                 |

### Classifiche di fine anno
| Classifica (1987) | Posizione |
| ----------------- | --------- |
| Australia         | 10        |
| Austria           | 11        |
| Canada            | 32        |
| Francia           | 36        |
| Germania          | 12        |
| Italia            | 6         |
| Nuova Zelanda     | 13        |
| Paesi Bassi       | 9         |
| Regno Unito       | 19        |
| Spagna            | 18        |
| Svizzera          | 13        |